# RAF Manston History Museum
Das RAF Manston History Museum (kurz auch: RAF Manston Museum) ist ein englisches Kriegs- und Luftfahrtmuseum in Manston (Kent) zum Thema Royal Air Force (RAF).

## Geschichte
Das Museum befindet sich an historischem Ort, dem ehemaligen Stützpunkt RAF Manston. Aufgrund dessen strategisch äußerst günstiger Lage unmittelbar am Ärmelkanal und nur zehn Flugminuten vom damals feindlich besetzten Frankreich entfernt, trug er im Sommer 1940 die Hauptlast der  Angriffe der deutschen Luftwaffe. Für diese galt er auch als nützlicher Notabwurfpunkt – zum Abwerfen unverbrauchter Bomben – beim Rückflug zu deren Stützpunkten in Nordfrankreich.
Später wuchs die strategische Bedeutung dieses Ortes noch. Er diente als Stationierungsort sowie erste Landungsmöglichkeit für Bomber der RAF und USAAF, die von ihren Einsätzen über Deutschland zurückkehrten.

## Ausstellung
Insgesamt sind 22 unterschiedliche Fluggeräte ausgestellt, einige als Repliken und von anderen „nur“ das Cockpit. Zu den Original-Exponaten gehört eine Gloster Meteor, das erste strahlgetriebene Jagdflugzeug der RAF, das die Einsatzreife erlangte.

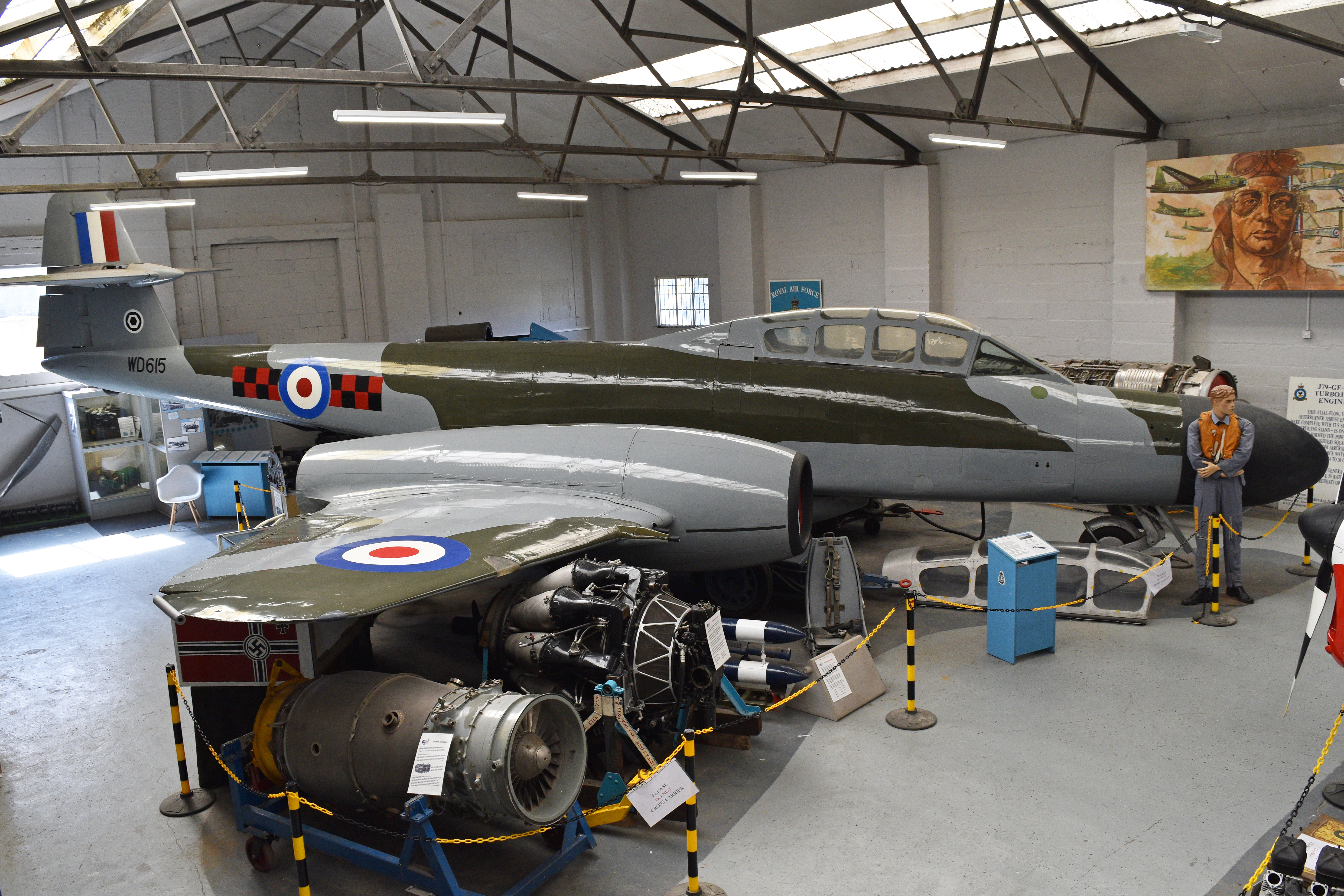
Gloster Meteor
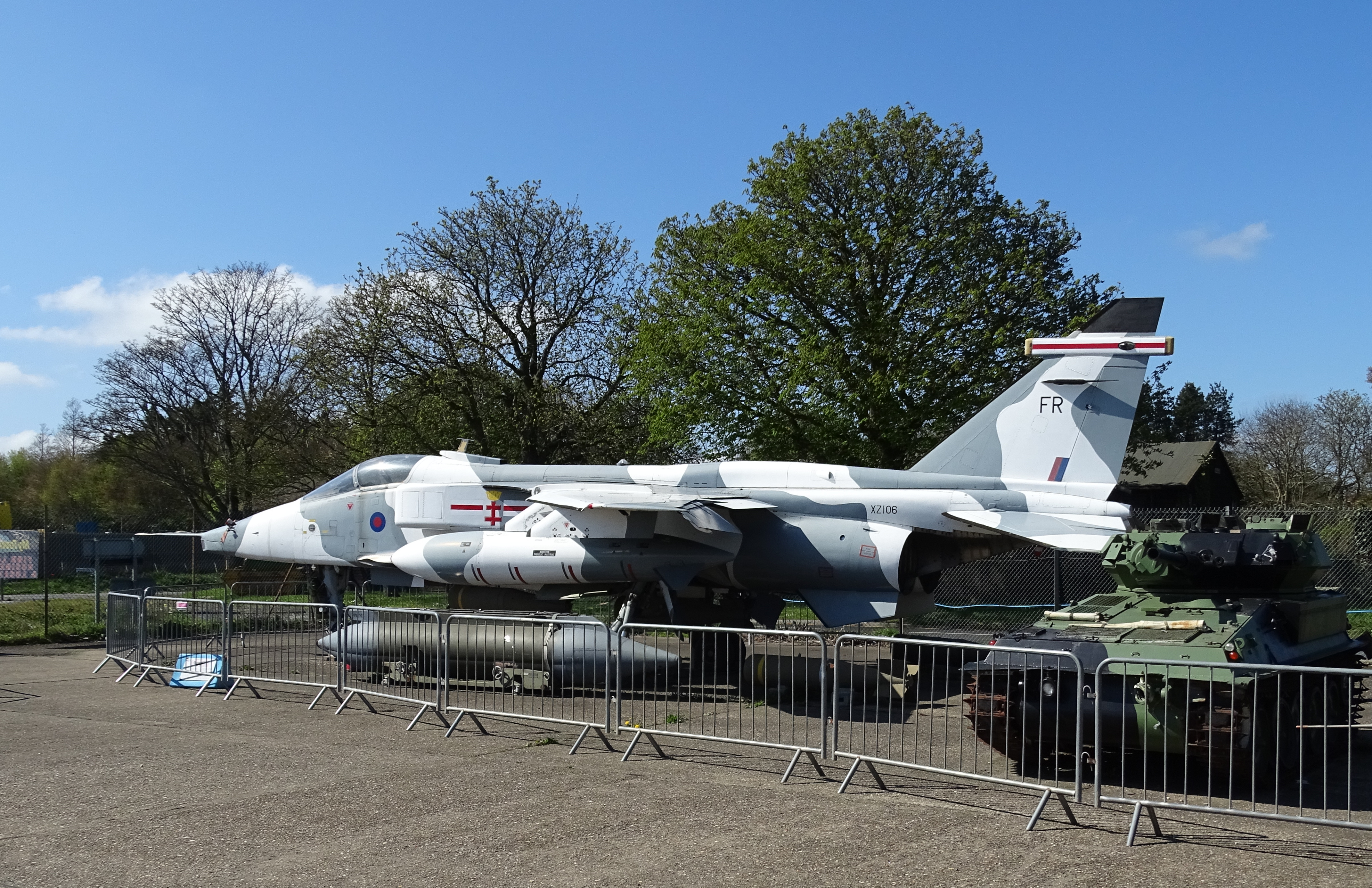
SEPECAT Jaguar
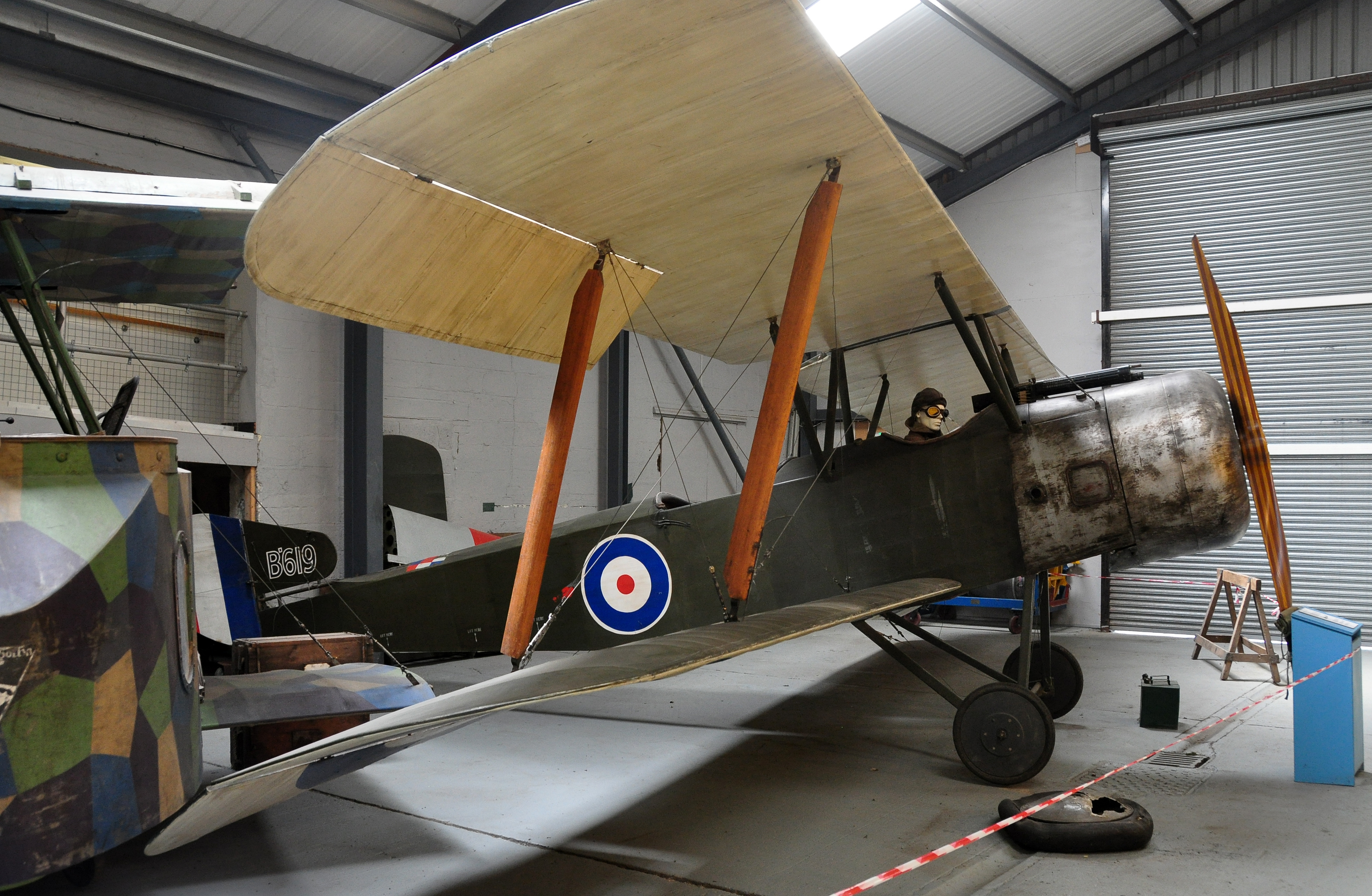
Replik einer Sopwith 1½ Strutter
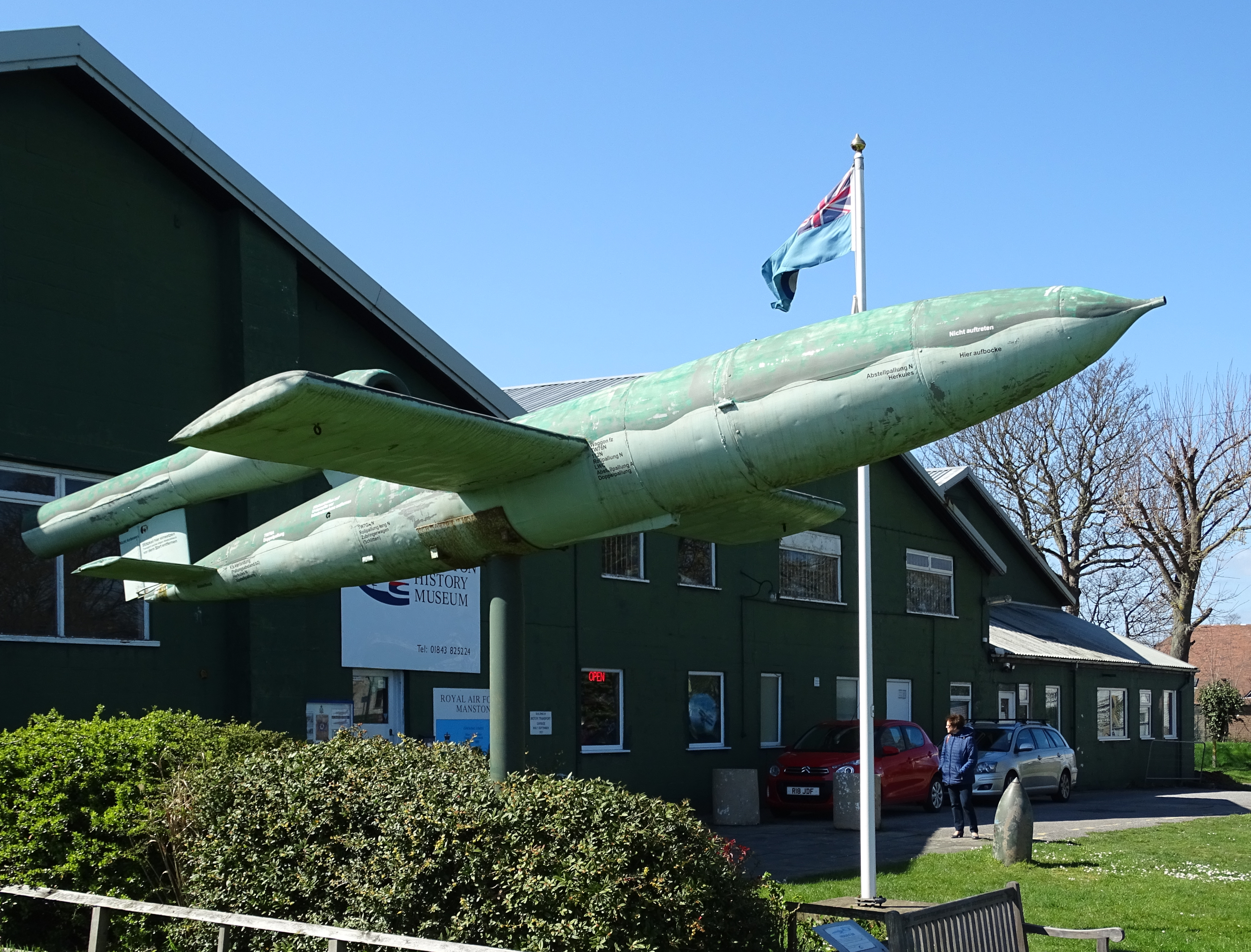
Replik einer deutschen „V1“

Das Museum ist täglich von 10 bis 16 Uhr geöffnet.